# 김태우 (레슬링 선수)
김태우(金泰雨, 1962년 3월 7일~)는 대한민국의 레슬링 선수, 지도자이다. 올림픽에 4회(1984, 1988, 1992, 1996) 연속으로 참가했으며 1988년 하계 올림픽 남자 자유형 라이트헤비급에서 동메달을 획득했다.

## 수상

### 수훈
- 체육훈장 청룡장(2005년 3월 25일)
- 체육훈장 거상장(1988년 10월 5일)